# FA Community Shield
Football Association Community Shield, pe scurt Community Shield (fostul Charity Shield), este un trofeu amical acordat anual de Asociația de Fotbal din Anglia, în urma unui meci disputat între campioana din Premier League și câștigătoarea FA Cup. Este echivalenta super-cupelor organizate în multe alte state. Dacă un club reușește într-un sezon să câștige atât campionatul cât și cupa, acesta va întâlni în Community Shield echipa clasată pe poziția secundă în Premier League. În prezent, câștigătoarea trofeului este Crystal Palace.

## Ediții

### După an
Pentru întreaga listă a rezultatelor și marcatorilor din Community Shield pentru fiecare an, vezi Lista meciurilor FA Community Shield.